# Zymbal

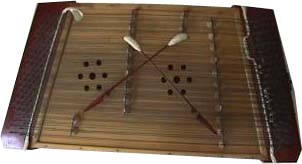
Kleines Tisch-Zymbal

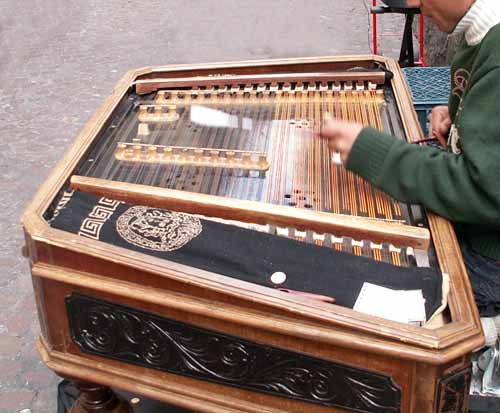
Zymbal mit Dämpfungsmechanik

Das Zymbal (auch Zimbal), Cimbalom oder Cymbalom (Konzertzymbal, Pedalzymbal) ist ein hauptsächlich im Pannonischen Raum verbreitetes, mit Klöppeln geschlagenes Hackbrett. Nach der Form wird das Saiteninstrument zu den Kastenzithern gezählt. Das moderne Zymbal steht frei auf Füßen und hat meist ein Dämpfungspedal. 

## Etymologie
Der slawische Name zymbal bzw. die ungarische Bezeichnung cimbalom kommt vom griechischen Wort kymbalon und vom lateinischen cymbalum, davon abgeleitet in mehreren europäischen Sprachen sind verschiedene Schreibweisen und Bedeutungen von Zimbel bis zu Cembalo. Ein ungarisches facimbalom („Holz-Cimbalom“) ist ein Xylophon.

## Herkunft und Verbreitung

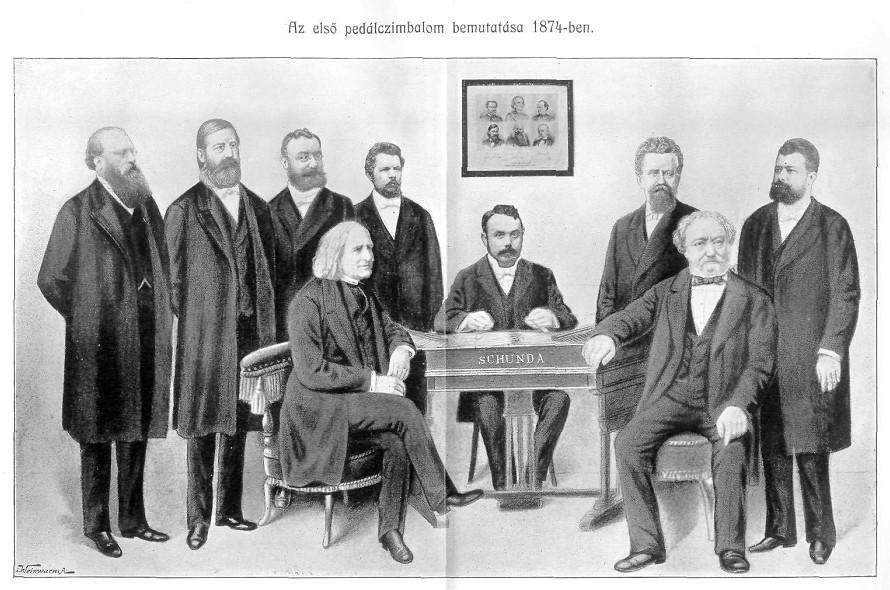
Vorstellung des ersten Schunda-Konzertzymbals 1874. Vierter von links Franz Liszt, rechts davon Vencel József Schunda, rechts sitzend Ferenc Erkel.

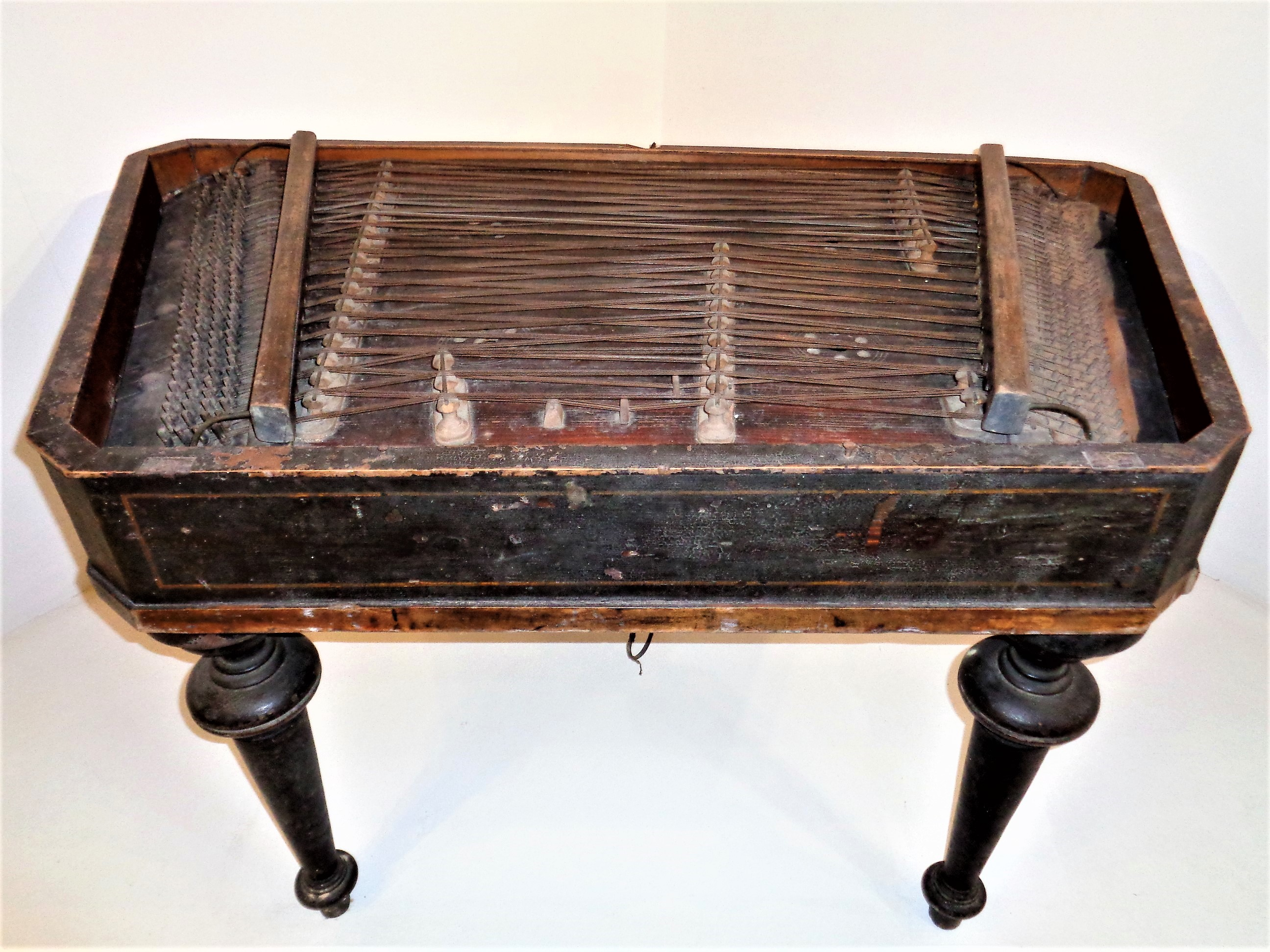
Altes Zymbal im Museum von Međimurje

Die europäischen Hackbretter sind mit der persischen santur verwandt. Das moderne Zymbal, das Konzertzymbal oder Pedalzymbal, entwickelte und erzeugte Vencel József Schunda (1845–1923) um 1870 in Budapest. Tragbare kleinere Vorläufer lassen sich bis ins 16. Jahrhundert in Ungarn nachweisen. Das rumänische țambal entspricht dem  țimbal in der Republik Moldau. Namensverwandte Hackbretter heißen in Polen cymbaly, in Belarus tsimbali, in der Ukraine tsymbaly, in Lettland cimbole und in Litauen cimbolai. In Griechenland ist das dem ungarischen zymbal entsprechende tsimbalo heute selten, bekannter ist das vom persischen santur abgeleitete santouri.

## Stimmung, Tonumfang, Verwendung
Die Saiten sind chromatisch gestimmt bei einem Tonumfang von vier Oktaven. In Rumänien, Ungarn, der Slowakei und Südmähren spielt das Zymbal in der Volksmusik bis heute eine bedeutende Rolle. Zu einem typischen Zymbal-Trio gehören eine Violine und ein Kontrabass. Daneben gibt es Ensembles mit mehreren Streichern, darunter nur regional verbreitete Typen von Streichinstrumenten, die etwa in der Slowakei husle genannt werden.
In der klassischen ungarischen Kunstmusik findet das Cimbalom seit dem Orchesterstück Hódolat Kazinczy Ferenc szellemének (1860) von Mihály Mosonyi und der Oper Bánk bán von Ferenc Erkel (1861) Verwendung. Ebenso wird es als typisch ungarische Klangfarbe in der Bühnenmusik von Emmerich Kálmáns Operette Gräfin Mariza eingesetzt. Franz Liszt benutzte es in der revidierten Version des Ungarischen Sturmmarschs (1876). In Zoltán Kodálys viel gespielter Háry János Suite (1927) wird es prominent eingesetzt. Zeitgenössische Komponisten wie György Kurtág und Péter Eötvös setzten das Cimbalom mehrfach in ihren Werken ein. Eine solistische Rolle kommt dem Zymbal auch in dem wenig aufgeführten Concerto pour violoncelle et orchestre en forme de pas de trois des deutschen Komponisten Bernd Alois Zimmermann zu, ebenso in dem Orchesterstück Mystère de l'instant von Henri Dutilleux.
In Budapest und an der Belarussischen Staatlichen Musikakademie in Minsk wurde das Zymbal in den akademischen Lehrbetrieb aufgenommen. Die Minsker Studentin Aleksandra Denisenja erreichte mit dem Instrument das Finale des Eurovision Young Musicians 2012.